# 青年路街道 (铜川市)
青年路街道，是中华人民共和国陕西省铜川市王益区下辖的一个乡镇级行政单位。

## 行政区划
青年路街道下辖以下地区：
青年路社区、史家河社区和五一社区。